# كلاي فورد
كلاي فورد (بالإنجليزية: Clay Ford)‏ هو محامي وسياسي أمريكي، ولد في 24 سبتمبر 1938 في ويني في الولايات المتحدة، وتوفي في 18 مارس 2013 بسبب سرطان. حزبياً، نشط في الحزب الجمهوري والحزب الديمقراطي. وقد انتخب عضو مجلس نواب فلوريدا.